# Vineuil (Indre)
Pour les articles homonymes, voir Vineuil.
Vineuil (prononcé : [vinœj] ) est une commune française située dans le département de l'Indre, en région Centre-Val de Loire.

## Géographie

### Localisation
La commune est située dans le centre du département, dans la région naturelle de la Champagne berrichonne.
Les communes limitrophes sont : Villegongis (3 km), Chezelles (5 km), Coings (6 km), Levroux (9 km), Brion (10 km), Saint-Maur (10 km) et Déols (10 km).
Les communes chefs-lieux et préfectorales sont : Levroux (9 km), Châteauroux (11 km), Issoudun (27 km), La Châtre (44 km) et Le Blanc (52 km).

### Hameaux et lieux-dits
Les hameaux et lieux-dits de la commune sont : Toutvent, le Moulin Neuf, la Rue, Miran, le Coudray, Malaise, Culan, Le Petit Souper, les Vignots, le Moulin Neuf, Courcenay, la Pinauderie, les Près Morins, Juchepie, Villeportin, le petit Chotin et le Grand Chotin.

### Géologie et hydrographie
La commune est classée en zone de sismicité 2, correspondant à une sismicité faible.
Le territoire communal est arrosé par la rivière Trégonce.

### Climat
Pour des articles plus généraux, voir Climat du Centre-Val de Loire et Climat de l'Indre.
En 2010, le climat de la commune est de type climat océanique dégradé des plaines du Centre et du Nord, selon une étude du CNRS s'appuyant sur une série de données couvrant la période 1971-2000. En 2020, Météo-France publie une typologie des climats de la France métropolitaine dans laquelle la commune est exposée à un climat océanique altéré et est dans la région climatique Centre et contreforts nord du Massif Central, caractérisée par un air sec en été et un bon ensoleillement.
Pour la période 1971-2000, la température annuelle moyenne est de 11 °C, avec une amplitude thermique annuelle de 15,7 °C. Le cumul annuel moyen de précipitations est de 758 mm, avec 11,5 jours de précipitations en janvier et 7 jours en juillet. Pour la période 1991-2020, la température moyenne annuelle observée sur la station météorologique de Météo-France la plus proche, « Châteauroux Déols », sur la commune de Déols à 9 km à vol d'oiseau, est de 12,1 °C et le cumul annuel moyen de précipitations est de 728,6 mm,. Pour l'avenir, les paramètres climatiques de la commune estimés pour 2050 selon différents scénarios d'émission de gaz à effet de serre sont consultables sur un site dédié publié par Météo-France en novembre 2022.

### Voies de communication et transports
Le territoire communal est desservi par les routes départementales : 7, 27, 77, 77A, 80 et 956.
La gare ferroviaire la plus proche est la gare de Châteauroux, à 12 km.
Vineuil est desservie par la ligne S du Réseau de mobilité interurbaine.
L'aéroport le plus proche est l'aéroport de Châteauroux-Centre, à 10 km.

## Urbanisme

### Typologie
Au 1er janvier 2024, Vineuil est catégorisée bourg rural, selon la nouvelle grille communale de densité à sept niveaux définie par l'Insee en 2022.
Elle est située hors unité urbaine. Par ailleurs la commune fait partie de l'aire d'attraction de Châteauroux, dont elle est une commune de la couronne,. Cette aire, qui regroupe 71 communes, est catégorisée dans les aires de 50 000 à moins de 200 000 habitants,.

### Occupation des sols
L'occupation des sols de la commune, telle qu'elle ressort de la base de données européenne d’occupation biophysique des sols Corine Land Cover (CLC), est marquée par l'importance des territoires agricoles (98,3 % en 2018), une proportion sensiblement équivalente à celle de 1990 (98,5 %). La répartition détaillée en 2018 est la suivante : 
terres arables (95,6 %), zones agricoles hétérogènes (2,7 %), zones urbanisées (1,5 %), forêts (0,2 %). L'évolution de l’occupation des sols de la commune et de ses infrastructures peut être observée sur les différentes représentations cartographiques du territoire : la carte de Cassini (XVIIIe siècle), la carte d'état-major (1820-1866) et les cartes ou photos aériennes de l'IGN pour la période actuelle (1950 à aujourd'hui).

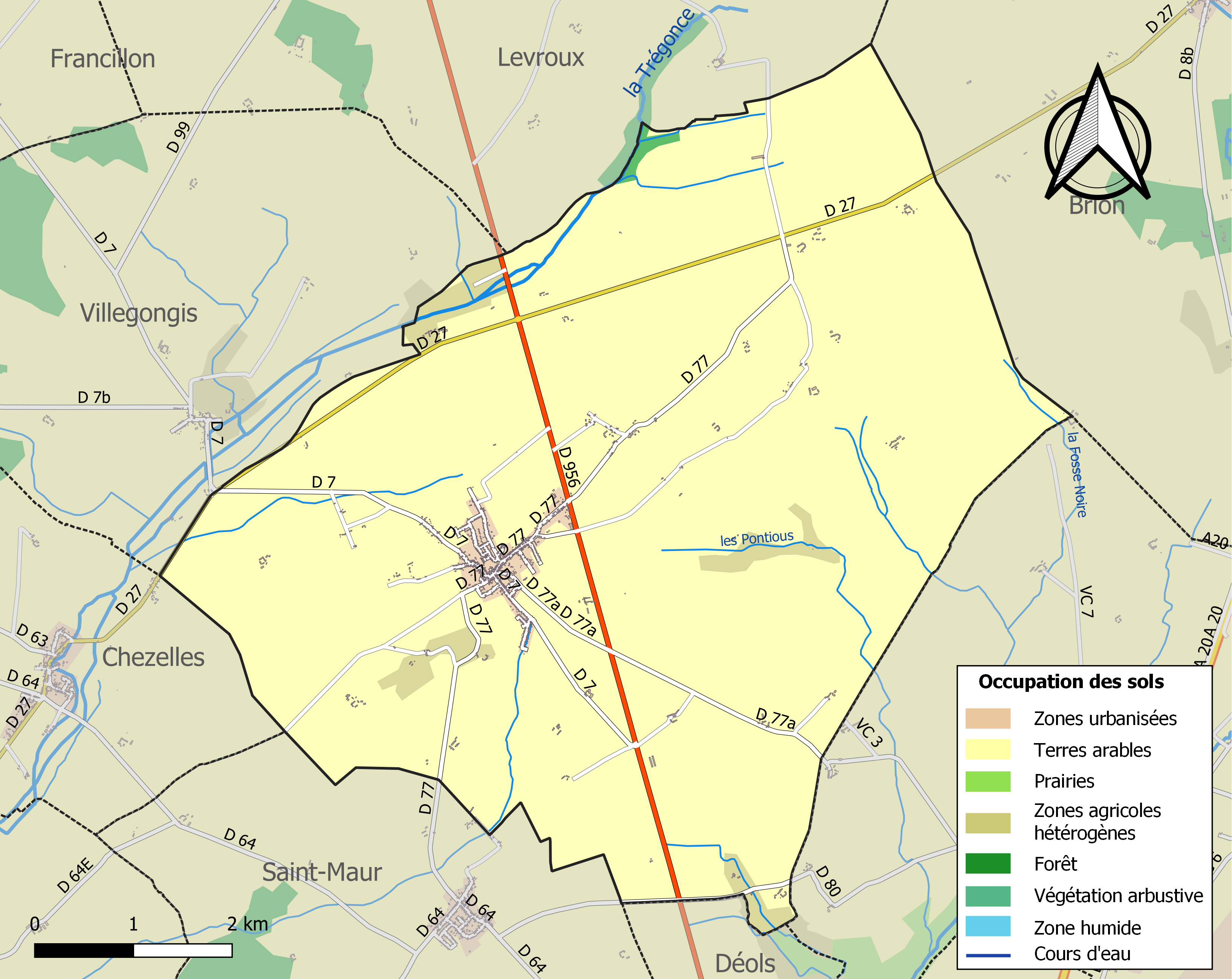
Carte des infrastructures et de l'occupation des sols de la commune en 2018 (CLC).

### Logement
Le tableau ci-dessous présente le détail du secteur des logements de la commune :
| Date du relevé                                              | 2013   |
| Nombre total de logements                                   | 544    |
| Résidences principales                                      | 90,9 % |
| Résidences secondaires                                      | 3,6 %  |
| Logements vacants                                           | 5,5 %  |
| Part des ménages propriétaires de leur résidence principale | 82,2 % |

### Risques majeurs
Le territoire de la commune de Vineuil est vulnérable à différents aléas naturels : météorologiques (tempête, orage, neige, grand froid, canicule ou sécheresse) et séisme (sismicité faible). Un site publié par le BRGM permet d'évaluer simplement et rapidement les risques d'un bien localisé soit par son adresse soit par le numéro de sa parcelle.

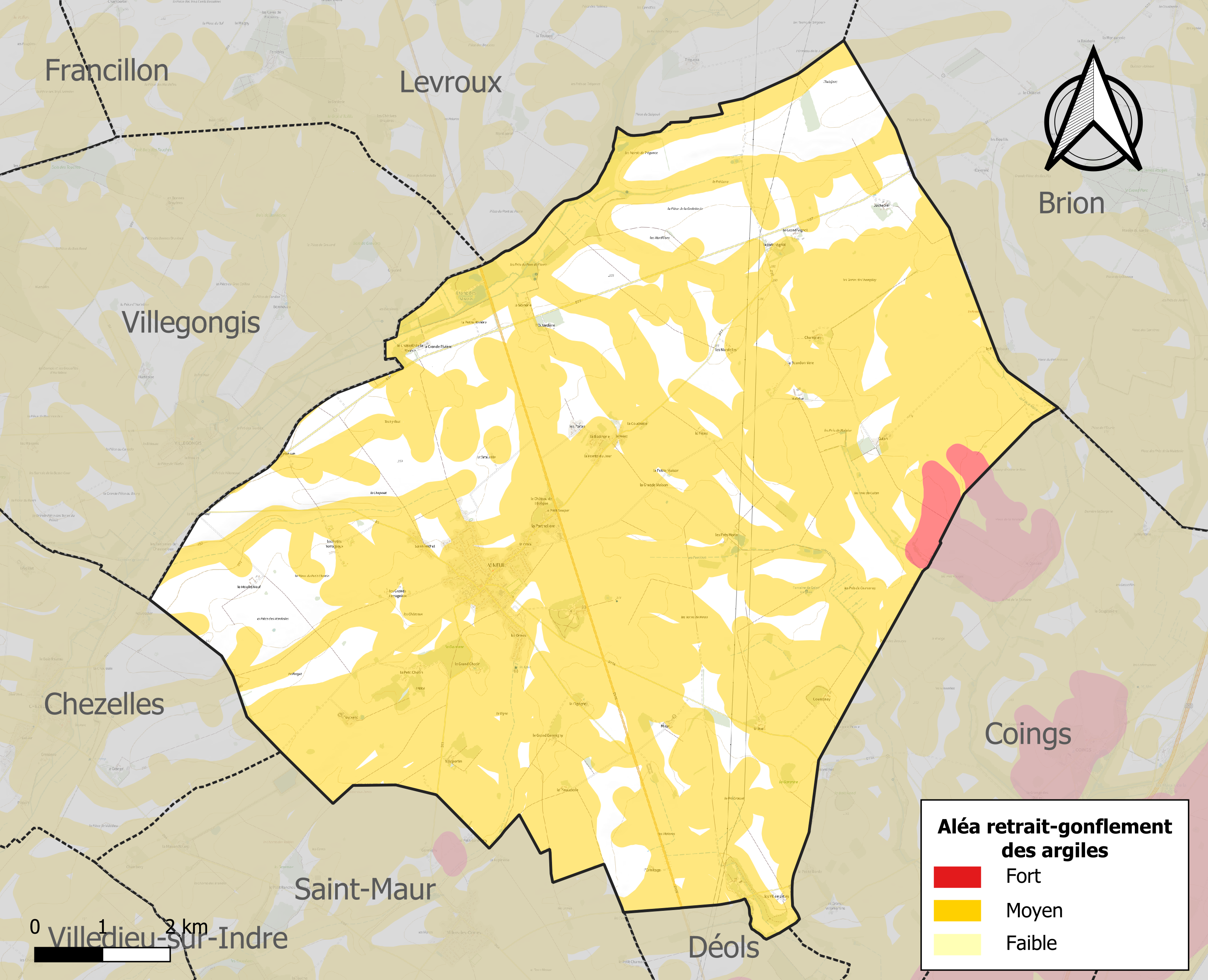
Carte des zones d'aléa retrait-gonflement des sols argileux de Vineuil.

Le retrait-gonflement des sols argileux est susceptible d'engendrer des dommages importants aux bâtiments en cas d’alternance de périodes de sécheresse et de pluie. 76,6 % de la superficie communale est en aléa moyen ou fort (84,7 % au niveau départemental et 48,5 % au niveau national). Sur les 559 bâtiments dénombrés sur la commune en 2019, 527 sont en aléa moyen ou fort, soit 94 %, à comparer aux 86 % au niveau départemental et 54 % au niveau national. Une cartographie de l'exposition du territoire national au retrait gonflement des sols argileux est disponible sur le site du BRGM,.
Concernant les mouvements de terrains, la commune a été reconnue en état de catastrophe naturelle au titre des dommages causés par la sécheresse en 2019 et par des mouvements de terrain en 1999.

## Toponymie
Du latin vinea (« vignoble ») avec le gaulois ialo (« clairière, défrichement, champ »).
Ses habitants sont appelés les Vineuillois.

## Histoire
La commune de Vineuil a des origines romaines (villa gallo-romaine).
En cours de préparation.

## Politique et administration
La commune dispose d'un bureau de poste.

### Administration municipale
La commune dépend de l'arrondissement de Châteauroux, du canton de Levroux et de la deuxième circonscription de l'Indre.

### Intercommunalité
Vineuil dépend de la communauté de communes de la Région de Levroux.

### Liste des maires
| Période    | Période   | Identité            | Étiquette | Qualité                                         |
| ---------- | --------- | ------------------- | --------- | ----------------------------------------------- |
| avant 1988 | 1989      | Pierre des Places   |           |                                                 |
| mars 1989, | mars 2014 | Édouard des Places  | MPF       | Exploitant agricole Député européen (1994-1999) |
| mars 2014  | En cours  | Bernard Bachellerie | DVD       | Fonctionnaire                                   |

## Population et société

### Démographie
L'évolution du nombre d'habitants est connue à travers les recensements de la population effectués dans la commune depuis 1793. Pour les communes de moins de 10 000 habitants, une enquête de recensement portant sur toute la population est réalisée tous les cinq ans, les populations de référence des années intermédiaires étant quant à elles estimées par interpolation ou extrapolation. Pour la commune, le premier recensement exhaustif entrant dans le cadre du nouveau dispositif a été réalisé en 2006.

En 2022, la commune comptait 1 245 habitants, en évolution de +1,72 % par rapport à 2016 (Indre : −3 %, France hors Mayotte : +2,11 %).
| 1793 | 1800 | 1806 | 1821 | 1831 | 1836 | 1841 | 1846 | 1851 |
| ---- | ---- | ---- | ---- | ---- | ---- | ---- | ---- | ---- |
| 691  | 650  | 630  | 673  | 890  | 780  | 772  | 806  | 802  |

| 1856 | 1861 | 1866 | 1872 | 1876 | 1881 | 1886 | 1891 | 1896  |
| ---- | ---- | ---- | ---- | ---- | ---- | ---- | ---- | ----- |
| 856  | 838  | 876  | 877  | 943  | 957  | 977  | 976  | 1 002 |

| 1901  | 1906  | 1911  | 1921  | 1926  | 1931  | 1936 | 1946 | 1954 |
| ----- | ----- | ----- | ----- | ----- | ----- | ---- | ---- | ---- |
| 1 055 | 1 148 | 1 153 | 1 071 | 1 082 | 1 033 | 982  | 911  | 961  |

| 1962 | 1968 | 1975 | 1982 | 1990  | 1999  | 2006  | 2011  | 2016  |
| ---- | ---- | ---- | ---- | ----- | ----- | ----- | ----- | ----- |
| 917  | 807  | 803  | 977  | 1 133 | 1 139 | 1 162 | 1 200 | 1 224 |

| 2021  | 2022  | - | - | - | - | - | - | - |
| ----- | ----- | - | - | - | - | - | - | - |
| 1 239 | 1 245 | - | - | - | - | - | - | - |

### Enseignement
La commune dépend de la circonscription académique d'Issoudun.

### Médias
La commune est couverte par les médias suivants : La Nouvelle République du Centre-Ouest, Le Berry républicain, L'Écho - La Marseillaise, La Bouinotte, Le Petit Berrichon, France 3 Centre-Val de Loire, Berry Issoudun Première, Vibration, Forum, France Bleu Berry et RCF en Berry.

## Économie
La commune se situe dans l’aire urbaine de Châteauroux, dans la zone d’emploi de Châteauroux et dans le bassin de vie de Levroux.
La commune se trouve dans l'aire géographique et dans la zone de production du lait, de fabrication et d'affinage du fromage Valençay.
La culture de la lentille verte du Berry est présente dans la commune.
Elle commune possède quelques commerçants comme un débit de tabac, un bar-restaurant, un médecin, une boulangerie, une épicerie, une pharmacie, un salon de coiffure et une garderie.

## Culture locale et patrimoine
- Église Saint-Vincent, dont le portail est inscrit au titre des monuments historiques par arrêté du 2 août 1929.
- Monument aux morts

### Personnalités liées à la commune
- Louis Fillon (1877-1943), évêque de Langres puis archevêque de Bourges, né sur la commune. Un calvaire dressé sur la commune lui rend hommage.
- Colette Fleuriot, actrice, née à Vineuil en 1916.